# Le Brise Glace
Pour le film russe de 2016, voir Le Brise-glace.
Le Brise Glace est une salle de concert située à Annecy dans le département de la Haute-Savoie en région Auvergne-Rhône-Alpes. Il a ouvert ses portes en 1998.

## Présentation
D'une surface de 1 500 m2, Le Brise Glace dispose de deux salles : la salle principale de spectacle, "la Grande Salle", peut accueillir jusqu'à 483 personnes ; la petite salle, appelée "le Club", possède 120 places ; et de cinq studios de répétition[réf. souhaitée]. 
Construit en 1998 en extension de l'ancienne MJC des Marquisats et de l'ESAAA, Le Brise Glace est un équipement au service des musiciens du territoire. Il s'agit la première structure labélisée scène de musiques actuelles par le Ministère de la Culture de l'ancienne région Rhône-Alpes. 
Le Brise Glace est situé sur les abords du lac d'Annecy, à la sortie d'Annecy, en direction de Sevrier, dans le quartier des Marquisats.
Depuis 1998, la structure est gérée par l'Association Musiques Amplifiées aux Marquisats d'Annecy, qui a fêté ses 25 ans en 2023. 
Le Brise Glace organise une centaine de concerts chaque année, à destination d’environ 20 000 spectateurs.  
L'association travaille en collaboration avec diverses scènes locales, et les associations et organisations culturelles de la région. Elle compte environ 1200 adhérents. Elle propose des actions culturelles en partenariat avec plus d’une vingtaine de structures : éducation, santé, social...
Le mercredi, le Brise Glace organise des concerts gratuits dans le Club. L'association accompagne également les artistes du territoire au travers de différents dispositifs à destination des musiciens.
Chaque année, le Brise Glace organise le festival Hors Pistes, qui a lieu au mois de février-mars au Brise Glace et dans différents lieux de l'agglomération d'Annecy. Ce festival a pour vocation de faire découvrir des projets issu de la scène musicale émergente et indépendante, en invitant des artistes internationaux.